# Giovanni Vincenzo Cappelletti
Giovanni Vincenzo Cappelletti (6 juin 1843 - 1887) est un architecte italien, conseiller étranger au Japon durant l'ère Meiji.

## Biographie
Quatrième enfant d'une fratrie de quinze, Cappelletti étudie à l'académie des beaux-arts de Brera à Milan, puis à l'école d'architecture élémentaire de 1860 à 1865. On ne sait rien de plus de sa vie avant son départ pour le Japon, ni même comment il a été recruté.

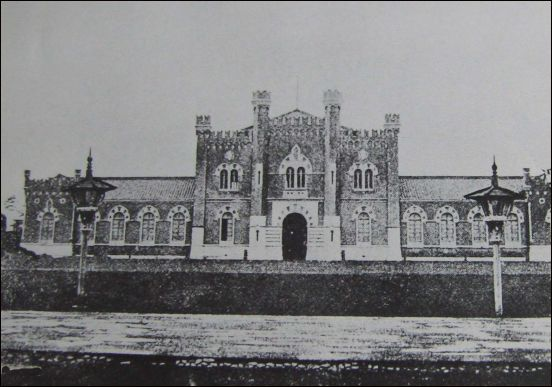
Musée militaire Yūshūkan par Cappeletti.

Cappelletti, Antonio Fontanesi et Vincenzo Ragusa voyagent ensemble de Naples jusqu'au Japon où ils arrivent le 18 juillet 1876. Cappelletti est l'un des conférenciers invités par le gouvernement japonais pour enseigner à la première école nationale des Beaux-Arts à Tokyo, fondée en novembre 1876, et plus tard appelée Kobu Bijutsu Gakkō. Son premier contrat avec le ministère des Travaux publics en tant que professeur d'« architecture décorative » à la faculté des Arts techniques débute le 29 août 1876 et dure 3 ans. Ce contrat est prolongé pour six mois le 29 août 1879 et il est transféré comme architecte dans l'unité de réparation. La fin de son engagement a finalement lieu le 20 septembre 1880. Du 1er novembre 1880 à février 1881, il enseigne de nouveau l'architecture.
Il est connu pour avoir dessiné des bâtiments de style occidental comme l'ancien Yūshūkan (musée militaire - adjacent au Sanctuaire Yasukuni) et l'ancien siège du Sanbō Honbu (État-major de l'armée impériale japonaise). La construction commence le 6 mai 1879 et les deux bâtiments sont achevés en 1881, mais seront plus tard complètement détruits par le grand séisme de 1923 de Kantō. Il assiste l'architecte français C. de Boinville, employé depuis 1872, dans la conception et la construction du ministère des Affaires étrangères, achevé en 1881. Plus tard, Cappelletti travaille pour le ministère de l'Armée et son contrat est prolongé jusqu'en 1885.
Il reste actif comme architecte et artiste à Tokyo jusqu'à son départ pour les États-Unis le 18 janvier 1885. Il travaille dans la région de San Francisco mais tombe malade et se rend dans la vallée de Napa pour se remettre, mais y meurt, probablement en 1887.